# Bartica
Bartica é um município da Guiana Essequiba  e vila situada na margem do Rio Essequibo, capital da região de Cuyuni-Mazaruni. 
A cidade tem uma população de aproximadamente 15.000 habitantes e é o ponto de partida para as pessoas que trabalham no setor da mineração.